# Meia Esquadrilha da Mesopotâmia

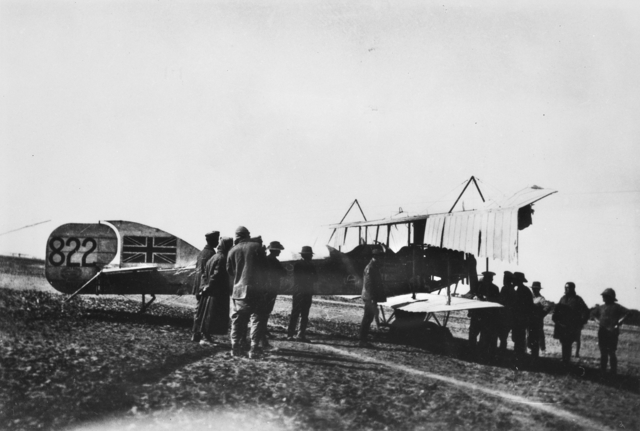
Membros do Half Flight se reúnem em torno de um hidroavião Short 827

A Meia Esquadrilha da Mesopotâmia (MHF), ou Meia Esquadrilha Australiana, foi a primeira unidade do Australian Flying Corps (AFC) a ver serviço activo durante a Primeira Guerra Mundial. Formada em abril de 1915 a pedido do governo indiano, o pessoal da Meia Esquadrilha foi enviado para a Mesopotâmia (actual Iraque), onde foi equipado com um pequeno número de aeronaves desactualizadas e quase imperceptíveis. Posteriormente, eles operaram no Vale do Tigre em apoio às forças britânicas e indianas sob o comando do Major General Charles Townshend. As operações da unidade chegaram ao fim em dezembro de 1915 e no mês seguinte a meia esquadrilha foi incorporada às demais unidades da AFC que estavam a ser formadas no Egipto. Foi oficialmente dissolvida em outubro de 1916.